# Епоха Суддів
Епоха Суддів (1244 р. до н. е. — 890 р. до н. е.) — епоха, що відповідає пізній Бронзовій добі та охоплює період біблійної історії від смерті Ісуса Навина до руйнування скинії завіту в Шіло. Після завоювання Ханаану Ісусом Навином аж до формування першого Ізраїльського царства (бл. 1150—1025 до н. е.) племена ізраїльтян утворили конфедерацію. У них немає центрального уряду, що міг існувати в цій конфедерації, і під час кризи, людей вели Ad hoc авторитетні лідери, відомі як судді (шофтім).

## Історичне тло
Незважаючи на назву, ця епоха була невпорядкованою і їй притаманні спалахи міжплемінного і міжетнічного насильства: «Того часу не було царя в Ізраїлі, кожен робив, що здавалося правдивим в його очах!» (Сд. 21:25). У цей час ізраїльтяни (нащадки патріарха Якова) розпалися на 12 племен, символічно об'єднаних навколо релігії предків і усвідомлення свого кровного споріднення. Проте це не заважало таким ексцесам трайбалізму як різанина коліна Єфрема (Сд. 12:6) і коліна Веніамина (Сд. 20:46), в ході яких загинуло до 92 тис. ізраїльтян (42 тис. з Ефраїмового племені, 25 тис. з Веніяминового та 22 тис. воїнів ізраїльського ополчення). Загальна ж кількість ізраїльтян, здатних до війни, в цей час становила 400 тис. людей (Сд. 20:2). В епоху Суддів частина ізраїльтян продовжувала вести кочовий спосіб життя (1 Хр. 5:10), інша стала переходити до осілості (1 Хр. 4:23). Жителі юдейського Вифлеєму, наприклад, вирощували ячмінь і пшеницю (Рут. 2:23).

## Шофети
Ватажками ізраїльтян в цей час були шофети (шофтім), до яких приходили «на суд» (Сд. 4:5), — цим, зокрема, й пояснюється традиційний переклад цього терміна українською як «судді». Шофети були активними носіями ізраїльського самосвідомості і тому запекло пручалися тенденціям асиміляції ізраїльтян в середовищі місцевого населення: ханаанців, хетів, амореїв і євусеїв. Шофети керували ізраїльським військом і водночас закликали до знищення святилищ місцевих народів (жертовників Ваала і Астарти). Шофетом міг бути і пророк (Самуїл) і ватажок банди розбійників (Їфтах) і жінка (Девора). Встановлення ізраїльської монархії при посередництві шофета Самуїла демонструє те, чого не мали в своєму розпорядженні шофети: регулярну армію, загальне оподаткування і реальна виконавча влада. (1 Сам. 8:11-17). Моральний авторитет шофетів не завжди відповідав їхній популярності. Вони не гребували вбивствами і блудом (Самсон), а також і хабарництвом (сини Самуїла: Йоїл і Авійя — 1 Сам. 8:3), хоча в цілому їх влада була заснована або на високому моральному авторитеті, або на військовій силі, оскільки і те і інше дозволяло виконати винесені ними судові рішення, особливо в разі судових суперечок між представниками різних племен.

## Шофети згадані у Біблії
Книга Суддів згадує наступних шофетів: Отніїл (Сд. 3:9), Егуд, Шамґар (Сд. 5:6), Девора (Сд. 4:5), Барак (Сд. 5:1), Гедеон, Авімелех (Сд. 9:1), Тола (Сд. 10:1), Яір (Сд. 10:3), Їфтах (Сд. 12:7), Івцан (Сд. 12:8), Елон (Сд. 12:11), Авдон (Сд. 12:13), Самсон. Перша книга Самуїла згадує імена чотирьох судей: Ілію (1 Сам. 4:18) та Самуїла з двома його синами — Йоїлом та Авійєю (1 Сам. 8:2).